# Uli Kusch
Ulrich Kusch (narozen 11. března 1967) je německý heavymetalový bubeník. Nejznámější je jeho působení ve skupinách Gamma Ray, Helloween a Masterplan. Je znám pro svůj rychlý styl hraní, podobný speed metalu, a psaní textů.
Během osmdesátých let minulého století byl spíše studiovým muzikantem a při nahrávání spolupracoval s řadou skupin jako Rage, Holy Moses, Headhunter, Destruction a mnoho dalších. V roce 1990 se stal členem skupiny Gamma Ray, se kterou nahrál její druhé studiové album Sigh No More a odehrál následné světové turné.
V roce 1993 však Gamma Ray opustil a stal se členem skupiny Helloween, ve které v této době probíhaly značné personální změny. Uli nahradil předchozího bubeníka Ingo Schwichtenberga, který v té době již prohrával svůj boj s alkoholem, drogami a schizofrenií. S kapelou Uli nahrál dvě studiová alba, Master of Rings v roce 1994 a The Time of the Oath v roce 1996. Tentýž rok skupina vydala živé dvojalbum High Live.
Členem Helloween zůstal do vydání alba The Dark Ride v roce 2000; v té době již byl klíčový autor textů skupiny. Se spoluhráčem Rolandem Grapowem byl však vyhozen. Spolu založili Masterplan, což měl být původně pouze vedlejší projekt.
Uli s kapelou nahrál dvě alba, eponymní v roce 2003 a Aeronautics v roce 2005. V roce 2006 skupinu opustil a začal se věnovat projektu Beautiful Sin, který spoluzaložil.
V letech 2007-2008 byl Uli členem skupiny Ride the Sky, kterou pomohl založit a nahrál s ní debutové album New Protection. V roce 2008 se však skupina kvůli malému zájmu médií a nízké podpoře nahrávací společnosti rozpadla.
Na konci roku 2010 se stal členem Symfonia, power metalové superskupiny. V roce 2011 vydali své debutové album s názvem In Paradisum. Během přípravy na nadcházející turné Uli utrpěl zranění nervů v levé ruce, což mu znemožnilo se skupinou vystupovat a nakonec způsobilo jeho odchod.

## Diskografie

### Holy Moses
- Finished with the Dogs (1987)
- The New Machine of Liechtenstein (1989)
- World Chaos (1990)

### Gamma Ray
- Heading for the East (Živé video) (1990)
- Heaven Can Wait (EP) (1990)
- Sigh No More (1991)

### Axe La Chapelle
- Grab What You Can (1994)

### Helloween
- Master of the Rings (1994)
- The Time of the Oath (1996)
- High Live (Živé video) (1996)
- Better Than Raw (1998)
- Metal Jukebox (1999)
- The Dark Ride (2000)

### Roland Grapow
- The Four Seasons of Life (1997)

### Sinner
- The End of Sanctuary (2000)

### Masterplan
- Masterplan (2003)
- Back For My Life (EP, 2004)
- Aeronautics (2005)

### Beautiful Sin
- The Unexpected (2006)

### Mekong Delta
- Lurking Fear (2007)

### Ride the Sky
- New Protection (2007)

### Symfonia
- In Paradisum (2011)

### Carnal Agony
- Preludes & Nocturnes (2014)

### Last Union
- "Most Beautiful Day" (2016)